# Microrregión de Batatais
La Microrregión de Batatais es una de las  microrregiones del estado brasileño de São Paulo perteneciente a la Mesorregión de Ribeirão Preto. Su población fue estimada en 2006 por el IBGE en 106.620 habitantes y está dividida en seis municipios. Posee un área total de 3.089,243 km².

## Municipios
- Altinópolis
- Batatais
- Cajuru
- Cássia dos Coqueiros
- Santa Cruz da Esperança
- Santo Antônio da Alegria

- Datos: Q1964872